# Parasiccia fasciata
Parasiccia fasciata är en fjärilsart som beskrevs av Butler 1877. Parasiccia fasciata ingår i släktet Parasiccia och familjen björnspinnare. Inga underarter finns listade i Catalogue of Life.